# NGC 7437
NGC 7437 este o hi (21cm) source⁠(d) situată în constelația Pegas. A fost descoperită în 31 octombrie 1885 de către Lewis A. Swift.